# Valdenuño Fernández
Valdenuño Fernández é um município da Espanha na província de Guadalajara, comunidade autónoma de Castilla-La Mancha, de área 24,81 km² com população de 242 habitantes (2006) e densidade populacional de 8,38 hab/km².

## Demografia
| Variação demográfica do município entre 1991 e 2004 | Variação demográfica do município entre 1991 e 2004 | Variação demográfica do município entre 1991 e 2004 | Variação demográfica do município entre 1991 e 2004 |
| --------------------------------------------------- | --------------------------------------------------- | --------------------------------------------------- | --------------------------------------------------- |
| 1991                                                | 1996                                                | 2001                                                | 2004                                                |
| 139                                                 | 135                                                 | 161                                                 | 209                                                 |